# Laccophilus inefficiens
Laccophilus inefficiens es una especie de escarabajo del género Laccophilus, familia Dytiscidae. Fue descrita científicamente por Walker en 1859.
Esta especie se encuentra en Asia del Sur. En India, Bangladés, Bután, Birmania, Nepal, Pakistán, Sri Lanka, China, Hong Kong, Japón, Taiwán, Vietnam, Laos, Tailandia, Indonesia, Irán y Malasia. 

## Descripción
Esta especie ovalada alargada tiene una longitud corporal de 3,43 mm. Cuerpo con élitros testáceos pálidos con coloración pardusca reducida. Antenas en forma de hilo con 11 segmentos que son uniformemente de color marrón amarillento. Ojos continuos con el contorno de la cabeza y testáceos con manchas oscuras indistintas. Pronoto también testáceo, pero el escutelo no es claramente visible. En los élitros, hay una banda sinuosa transversal subbasal. Ápice de cada élitro sin manchas redondeadas amarillentas. Élitros con líneas simples o dobles ondulantes, a veces con líneas simples reducidas a irritación de líneas pequeñas, luego curvas.